# Monumento de Samjeondo
El Monumento de Samjeondo (en coreano: 삼전도비) es un monumento que marca la sumisión Joseon de Corea a la dinastía manchú Qing en 1636 después de la Segunda invasión Manchu de Corea, su nombre original era Daecheong Hwangje Gongdeok Bi (大淸皇帝功德碑) que significa la estela de los méritos y virtudes del emperador de Gran Qing. Inicialmente construido en Samjeondo, cerca del punto de cruce de Sambatnaru del río Han,  fue posteriormente ocultada y levantado de nuevo varias veces. Hoy en día es designado como el sitio histórico 101 de Corea del Sur.